# Aéroport régional de Montgomery
 (août 2015).
Si vous disposez d'ouvrages ou d'articles de référence ou si vous connaissez des sites web de qualité traitant du thème abordé ici, merci de compléter l'article en donnant les références utiles à sa vérifiabilité et en les liant à la section « Notes et références ».
L'aéroport régional de Montgomery (IATA: MGM, ICAO: KMGM) (Dannelly Field) est un aéroport civil et militaire situé à onze kilomètres au sud-ouest de Montgomery, la capitale de l’État de l'Alabama aux États-Unis. Il est la propriété de la Montgomery Airport Authority.

## Histoire
Le premier service aérien commercial à Montgomery a été effectué depuis un terrain d'aviation créé par les frères Wright à l'ouest de la ville, le Maxwell Field (en). Pour pouvoir fournir un meilleur service, la ville ouvre le Gunter Field (en) en 1929.
En 1940 le Département de la Guerre choisit Gunter Field comme nouveau centre de formation de pilotes. L'aéroport devient rapidement congestionné. La ville décide donc d'ouvrir un nouvel aéroport, consacré à l'aviation commerciale. De son côté, l'US Army Air Force identifie un besoin de sept terrains aux alentours de la base. La ville et l'armée s'accordent pour que le nouveau site serve aussi à cette dernière. Il ouvre en 1943 et prend le nom de l'ENS Clarence Moore Dannelly, Jr., un pilote de l'US Navy mort lors d'un exercice d'entrainement en 1940, et considéré comme la première victime américaine de la Seconde Guerre mondiale venant de Montgomery. Les trois pistes originales et leurs dimensions sont :
- 3/21 : 1 219 m × 46 m. Existe encore aujourd'hui
- 9/27 : 1 067 m × 46 m. Étendue à 2 100 m en 1955 puis à 2 700 m en 1963.  Renommée 10/28 en 1992.
- 15/33 : 1 219 m × 46 m.  Fermée en 1981.  Une partie a été transformée en taxiway et en aire de stationnement.

## Situation

### Carte des aéroports en Alabama
| Northwest · Alabama Birmingham–Shuttlesworth Dothan Huntsville Mobile Montgomery Gulf Shores |

## Compagnies et destinations

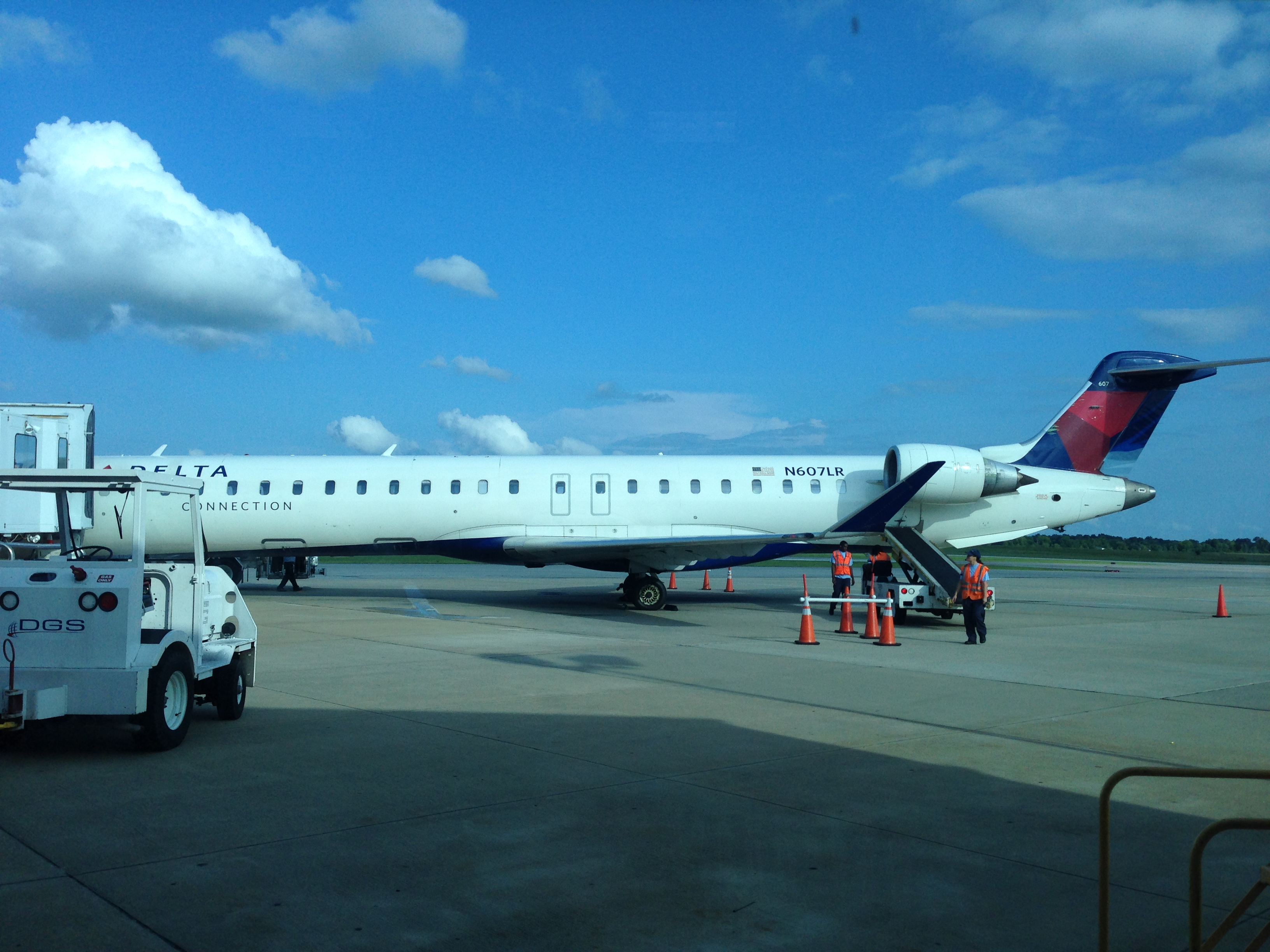
Delta Connection CRJ-900

| Compagnies       | Destinations                         |
| ---------------- | ------------------------------------ |
| American Eagle   | Charlotte-Douglas, Dallas-Fort Worth |
| Delta Connection | Atlanta H.-Jackson                   |

## Usage militaire
L'Alabama Air National Guard (en) 187th Fighter Wing (en) (187 FW), est basé sur la partie ouest de l'aéroport, appelée Montgomery Air National Guard Base. Il met en œuvre un escadron de chasseurs F-16C. Au cours de son histoire, l'escadron et ses prédécesseurs ont utilisé de nombreux types d'avions tels que les RF-51 Mustang, RF-80 Shooting Star, RF-4 Phantom II et C-131 Samaritan.
L'Air National Guard est basée à l'aéroport ; des pompiers et des véhicules de secours peuvent également assister la partie civile au besoin.

### Trafic annuel
| Année | Passagers | Variation |
| ----- | --------- | --------- |
| 1999  | 231 061   |           |
| 2000  | 239 806   | 3,6%      |
| 2001  | 212 459   | 12,9%     |
| 2002  | 215 365   | 1,3%      |
| 2003  | 212 660   | 1,3%      |
| 2004  | 215 553   | 1,3%      |
| 2005  | 203 557   | 5,9%      |
| 2006  | 188 329   | 8,1%      |
| 2007  | 181 231   | 3,9%      |
| 2008  | 169 956   | 6,6%      |
| 2009  | 163 864   | 3,7%      |
| 2010  | 194 540   | 15,8%     |
| 2011  | 188 177   | 3,4%      |
| 2012  | 182 313   | 3,2%      |
| 2013  | 157 958   | 15,4%     |
| 2014  | 167 000   | 6,67%     |

## Plan de développement
Un plan sur vingt ans a été établi pour atteindre un trafic annuel de 245 000 personnes en 2030. Pourvu d'un budget de 98 millions de dollars, il prévoit de doubler la piste 3/21 à 2 438 mètres, d'augmenter le nombre de compagnies desservant l'aéroport et de créer de nouveaux hangars d'affaires.